# Campinas (Goiás)
Campinas, também conhecida como Arraial de Campinas, Setor Campinas, Campininha das Flores, é um bairro situado na região Centro-Oeste de Goiânia. Sua história remonta a um antigo município brasileiro que fazia parte do estado de Goiás, antecedendo à fundação da capital goiana.
Por ter precedido a capital, Campinas desempenhou um papel importante em sua formação. Atualmente, é um dos bairros mais relevantes de Goiânia, notável por sua considerável concentração de estabelecimentos comerciais.
Em 2002, de acordo com dados da Secretaria de Planejamento do Município de Goiânia, o bairro abrigava 13.147 habitantes. Entretanto, segundo informações do Instituto Brasileiro de Geografia e Estatística (IBGE), divulgadas pela prefeitura, no Censo de 2010, a população de Campinas havia diminuído para 10.918 pessoas.

## História

### Arraial de Campinas
Em de 8 de julho de 1810 , o alferes Joaquim Gomes da Silva Gerais estava a procura de minas de ouro próximo ao rio Anicuns e resolveu se fixar na região atraído pela beleza da terra. Não encontrou ouro, mas minas de ferro, e assim estabeleceu uma fazenda no local. Em 1813, Joaquim doou uma porção da terra para construção da igreja dedicada a Nossa Senhora da Conceição. Com o tempo, algumas famílias vindas de São Paulo e Minas Gerais também se estabeleceram na região, dando-lhe o nome de Campininha das Flores.

### Freguesia
Em 1843, a povoação foi elevada à categoria de freguesia, passando a fazer parte da Vila de Bonfim (Silvânia, atualmente).

### Vila
Em 1907, Campinas ganhou a denominação de vila, mantendo jurisdição sobre o Patrimônio de Barro Preto, povoação que corresponde à atual cidade de Trindade.

### Município
Em 1914, Campinas foi elevada a condição de município brasileiro do estado de Goiás.

### Bairro de Goiânia
Com a construção da nova capital de Goiás no início dos anos 1930, Campinas foi incorporada ao novo município.

## Bairro
Campinas é um bairro de um intenso comércio popular e especializado, concentrado sobretudo ao longo da Avenida 24 de Outubro, da Avenida Anhanguera e das adjacências destas. Também é responsável por 74% da arrecadação de impostos do município de Goiânia.
Dentre os vários atrativos do bairro, destaca-se, também, o enorme carinho de seus moradores pelo Atlético Goianiense, time mais antigo da cidade e que surgiu no bairro centenário. Em dias de jogos no Estádio Antônio Accioly ou no Estádio Olímpico de Goiânia é impossível não notar a enorme peregrinação de rubro-negros rumo ao estádio. A torcida rubro-negra declara em todos os jogos o amor pelo bairro cantando: "Somos do bairro de Campinas/ Bairro de luta e tradição/ te juro que em todos os momentos/ Pra sempre contigo eu vou estar/ Dá-lhe dá-lhe dá-lhe e ô/ dá-lhe dá-lhe dá-lhe Atlético/ Graças a Deus!".

## Locais Históricos

### Matriz de Campinas

#### Construção
A Basílica de Nossa Senhora do Perpétuo Socorro, na Matriz de Campinas é a sede da Paróquia Nossa Senhora da Conceição, Arquidiocese de Goiânia. Sua história começa após doações de terra pelo alferes Joaquim para a construção da igreja, dedicada a Nossa Senhora da Conceição. E antes dos redentoristas assumirem a direção, quem o fazia eram os sacerdotes que constam na seguinte lista de párocos:
- Padre Basílio Antônio de Santa Bárbara Almeida: 1843-1856
- Padre João Francisco Azevedo do Nascimento: 1856-1871
- Cônego José Olintho: 1871-1874
- Padre Luiz Manoel dos Anjos: 1874-1876
- Cônego José Olintho: 1877-1878
- Padre João Francisco Guimarães: 1878-1881, que foi “suspenso do uso das ordens” e a paróquia ficou “vaga” durante 10 anos.
- Padre Francisco Inácio de Souza: 1891-1893
- Padre Inácio Antônio da Silva: 1893-1894, que recebeu os redentoristas e entregou-lhes a Paróquia no dia 20/01/1895, na Festa de São Sebastião.